# 7000 (število)
7000 (sédem tisoč) je naravno število, za katero velja 7000 = 6999 + 1 = 7001 - 1.